# Consejo Nórdico de Ministros
El Consejo Nórdico de Ministros (Nordisk ministerråd) es un foro intergubernamental que forma parte del Consejo Nórdico, siendo el aparato que regula su dirección y gestión. Formado en 1971 como resultado del Tratado de Helsinki, está formado por los Ministros de Cooperación Nórdica de los países que forman el Consejo Nórdico.

## Estructura y objetivos
Cada uno de los países miembros del Consejo Nórdico designa un Ministro de Cooperación Nórdica que forma parte de su gabinete. En algunos países se trata de un ministerio propio, llamado a veces Ministerio de Asuntos Nórdicos, y en otros son menesteres que recaen en otro ministro, quien se responsabiliza también de dicha cartera. Estos ministros forman parte del Consejo Nórdico de Ministros, y de ahí su nombre.
El Consejo Nórdico de Ministros es de hecho la estructura que encabeza el Consejo Nórdico, formando un gabinete de los cinco ministros que lo integran. Por tanto, el número de sus miembros, los idiomas oficiales que se hablan y los territorios que se abarcan son los mismos que los del Consejo Nórdico. Debido a ello, a la similitud entre los nombres y a que muchas veces las reuniones o convocatorias del consejo ministerial forman parte de las del Consejo Nórdico, que se suelen intercambiar los dos conceptos.
Las áreas integradas entre las responsabilidades del consejo ministerial son:
- Cooperación
- Trabajo
- Desarrollo sostenible
- Piscicultura, agricultura, alimentación y silvicultura
- Igualdad de género
- Cultura
- Legislación
- Clima y medio ambiente
- Salud y Asuntos Sociales
- Educación e investigación científica
- Finanzas
- Digitalización

Cada ministro se encarga de varias áreas de la lista, y es quien encabeza las reuniones del consejo dedicadas a las mismas.